# Kobryn
Kobryn (bělorusky Кобрын) je město v Bělorusku, v Brestské oblasti. Leží na jihozápadě Běloruska, na soutoku řeky Muchavec a Dněprsko-bugského kanálu. V roce 2016 mělo město 52 655 obyvatel.

## Dějiny
Založeno bylo roku 1287. V letech 1589–1766 bylo součástí Polsko-litevské unie, jakožto svobodné město. V 16. století se ve městě usadila židovská komunita, roku 1900 čítala 6738[zdroj⁠?!] příslušníků. Po dělení Polska město připadlo Ruskému impériu. Po první světové válce připadlo, dle mírové smlouvy z Rigy, Polsku. V polsko-německé válce roku 1939 bylo město svědkem velké třídenní bitvy mezi 60. polskou pěchotní divizí vedenou Adamem Eplerem a 19. pancéřovou divizí vedenou Heinzem Guderianem. Na základě paktu Molotov–Ribbentrop ovšem záhy připadlo Sovětskému svazu. Roku 1941 ho ovšem dobyli Němci, židovská komunita byla ponejprv soustředěna v ghettu a posléze povražděna v koncentračních táborech. Sověti město znovu získali roku 1944 a učinili ho součástí Běloruské sovětské socialistické republiky. Dnes je součástí samostatného Běloruska.